# غلايكولالدهيد
غلايكولالدهيد هو مركب عضوي صيغته الجزيئيّة هي HOCH2-CHO، وهو أصغر جزيء لمركب كيميائيّ يحتوي على كل من مجموعة الألدهيد، ومجموعة الهيدروكسيل، وهو مركّب شديد التفاعل موجود في كل من المحيط الحيوي والوسط بين النجمي.
يوجد مركّب الغلايكولالدهيد كمادة صلبة بيضاء. وبشكل عام، لا يعتبر الغلايكولالدهيد من السكريات، على الرغم من أن تركيبه الجزيئيّ يتوافق مع الصيغة العامة للكربوهيدرات.

## البنية التركيبيّة
يوجد الغلايكولالدهيد في الطبيعة في المحيط الحيويّ وفي المادّة المكوّة للوسط بين النجوم كغاز، وفي حالته الصلبة، وفي مصهوره السائل، فهو مركب ثنائى الوحدات، أما في محلوله المائي، فيوجد كمزيج من أربعة أنواع على الأقل، وتكون هذه الانواع سريعة التحول. وقد اكتشف العالمان كولينز، وجورج باستخدام الرنين المغناطيسي النووي توازن مركّب الغلايكولالدهيد في الماء.

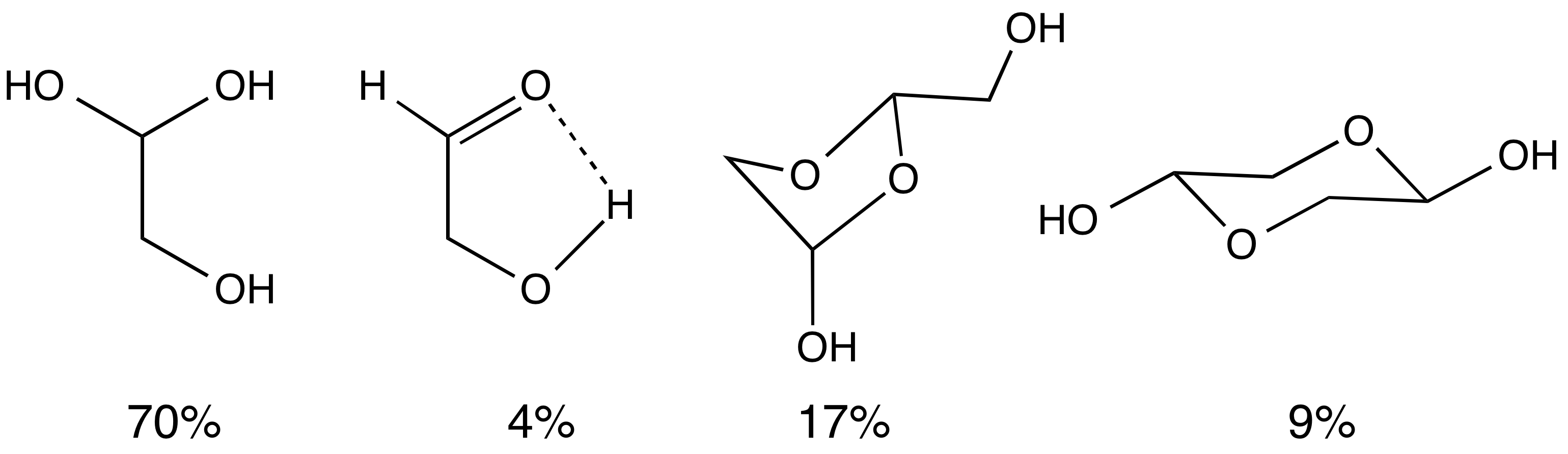
بنية وتوزيع الجليكولالدهيد في محلول المائي وتركيزه 20٪، حيث يكون الألدهيد الحر مكوناً ثانويّاً.

يُعتبر مركّب الغلايكولالدهيد هو المركب ثنائي الكربون الوحيد الممكن. لا يُعتبر مركّب الغلايكولالدهيد مركباً سكريّا حقيقيًا، فهو مركّب أحادي السكاريد ثنائي الكربون، وليس سكاريدًا بشكلٍ صارم، إلا أنه أبسط جزيء مرتبط بالسكر، ويقال أن له مذاقاً حلواً.

## التخليق
يُعتبر مركّب الغلايكولالدهيد هو ثاني أكثر المركبات وفرة عند تحضير زيت الانحلال الحراري، والذي تصل نسبة مركّب الغلايكولالدهيد فيه حتى 10٪ من الوزن.
ويمكن تصنيع مركّب الغلايكولالدهيد عن طريق أكسدة الإيثيلين غلايكول باستخدام بيروكسيد الهيدروجين في وجود كبريتات الحديد الثنائي.

### التخليق الحيوي
يمكن أن ينشأ مركّب الغلايكولالدهيد طبيعيّاً نتيجة لتأثير الكيتوليز على الفركتوز 1،6-بيسفوسفات في مسار بديل لتحلل السكر، ثم يعمل بيروفوسفات الثيامين على إفراز مركّب الغلايكولالدهيد أثناء تحويل فوسفات البنتوز.
في أيض البيورين، يتمّ تحويل الزانثين أولاً إلى يورات، ثم تتحوّل اليورات إلى 5-هيدروكسي أيزورات، والتي ينتزع منها الكربوكسيل، وتتحوّل بدورها إلى آلانتوين وحمض آلانتويك. يؤدّي التحلل المائي لليوريا إلى تكون مادة سكريّة، والتي تتحوّل بدورها إلى الغلايكولالدهيد بعد التحلل المائي الثاني لليوريا، ثمّ تتكثف الغلايكولالدهيدات لتكوين إريثروز 4-فوسفات، والذي يتمّ إلى تحويلة فوسفات البنتوز مرة أخرى.

### دوره في تفاعل فورموز
يلعب الغلايكولالدهيد دوراً كوسيط كيميائيّ في تفاعل فورموز. في تفاعل فورموز، يتكثف جزيء فورمالدهيد لإنتاج الغلايكولالدهيد، ثم يتم تحويل الغلايكولالدهيد إلى غلسيرالديهيد. يوضح وجود الغلايكولالدهيد في هذا التفاعل كيف يمكن أن يلعب دورًا هامّاً في تكوين اللبنات الكيميائية الأساسيّة للحياة، حيث تعتمد النيوكليوتيدات، على سبيل المثال، على تفاعل فورموز لتكوين وحدة السكر لها. تؤلف النيوكليوتيدات المعلومات الجينية للخلايا الحيّة مما يجعلها ضروريّة للحياة.

### دوره في النشوء التلقائي
غالباً ما يُستخدم الغلايكولالدهيد في التدليل على صحّة نظريات النشوء التلقائي. حيث يمكن تحويل الغلايكولالدهيد في المختبر إلى أحماض أمينية، وثنائي الببتيدات قصيرة السلسلة ممّا قد يسهّل تكوين السكريات المعقدة. فقد استخدم مركّب إل فاليل إل فالين على سبيل المثال، كمحفز لتكوين رباعية من الغلايكولالدهيدات. 
أظهرت الحسابات النظرية بالإضافة إلى ذلك جدوى التخليق المحفز ثنائي الببتيد من البنتوز. أظهر هذا التخليق التكوين التحفيزي الفراغي النوعي للدي ريبوز، وهو المتصاوغ المرآتي الوحيد الطبيعي المنشأ للريبوز. استخدمت العديد من النظريات المرتبطة بالنشوء التلقائي مركّب الغلايكولالدهيد منذ اكتشافه في تطوير الطرق الكيميائية المختلفة لشرح آليّة تكوينه في الأنظمة النجميّة.

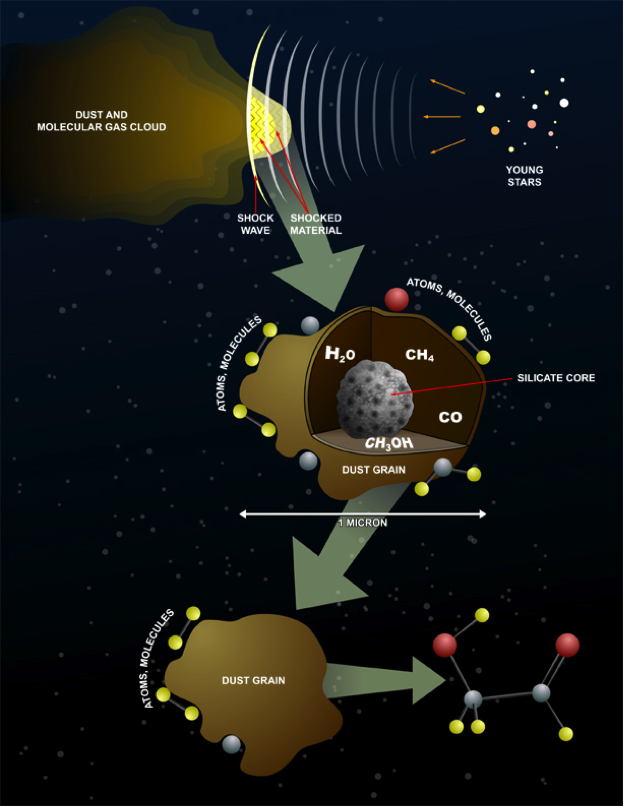
تكوين مادة الغلايكولالدهيد في الغبار الكوني

في إحدى الدراسات التي حاولت فهم آلية تكوّن مادة الغلايكولالدهيد في الغبار الكوني والأنظمة النجميّة، وُجد أن الإشعاع فوق البنفسجي لمثلجات الميثانول المحتوية على ثاني أكسيد الكربون يؤدّي إلى تكوّن مركبات عضوية مثل مركّب الغلايكولالدهيد وفورمات الميثيل، وهو المتصاوغ الأكثر وفرة لمركّب الغلايكولالدهيد. تختلف وفرة المركبات الناتجة في هذه التجارب قليلاً عن القيم المرصودة خلال تجارب سابقة، ولكن يمكن أن يُعزى ذلك إلى التغيّر في درجات الحرارة. يتطلّب تكوين مركّبات الإيثيلين غليكول والغلايكولالدهيد درجات حرارة أعلى من 30 كلفن.
يؤيد مجتمع أبحاث الكيمياء الفلكية بالإجماع العام فرضية تفاعل سطح الجليد، إلّا أن بعض العلماء يعتقدون أن التفاعل يحدث داخل أجزاء أكثر كثافة وبرودة من اللب، حيث لن يسمح اللب الكثيف بوجود الإشعاع على النحو السابق مما سيؤدي إلى تغيّر التفاعل الذي يتكون بشكل كامل من الغلايكولالدهيد.

## تكوينه في الفضاء

جزيئات السكر الموجودة في الغاز المحيط بنجم ناشئ شبيه بالشمس.

تشير الظروف المختلفة التي تمت دراستها إلى مدى صعوبة دراسة الأنظمة الكيميائية التي تبعد عنا مسافة تقدر بسنوات ضوئية، لذا لا تزال شروط تكوين الغلايكولالدهيد في الفضاء غير واضحة. تُعتبر تفاعلات التكوين الأكثر اتساقًا حتى الآن هي التي تحدث على سطح الجليد في الغبار الكوني.
عثر بعض الباحثين على مركّب الغلايكولالدهيد في الغاز والغبار الكوني الموجود بالقرب من مركز مجرة درب التبانة، في منطقة تشكل نجوم تبعد عن الأرض بمسافة حوالي 26000 سنة ضوئية، وحول نجم أولي مزدوج إراس 2422-16293 يبعد عن الأرض بنحو 400 سنة ضوئية. تشير مراقبة أطياف الغلايكولالدهيد المتساقطة 60 وحدة فلكية من إراس 2422-16293 إلى أن الجزيئات العضوية المعقدة قد تتشكّل في أنظمة نجمية قبل تكوين الكواكب، وتصل في النهاية إلى الكواكب الصغيرة في وقت مبكّر من تكوينها.

### اكتشافه في الفضاء
من المعروف أن الأجزاء الداخلية لسحابة الغبار الهارب تكون باردة نسبيًا، وعند وصول درجات حرارتها إلى 4 درجات كلفنيّة، تتجمّد الغازات الموجودة داخل السحابة، وترتبط بذرات الغبار، مما يوفّر لها ظروف التفاعل التي تساعد على تكوين جزيئات معقّدة مثل جزيئات الغلايكولألدهيد. عندما يتكون أحد النجوم من سحابة الغبار الهارب، تزداد درجة الحرارة داخل قلب النجم، ويؤدّي ذلك إلى تبخر الجزيئات الموجودة في وإطلاقها، وتصدر هذه الجزيئات موجات إشعاع راديويّة يمكن اكتشافها وتحليلها. 
كان مصفوف مرصد أتاكاما المليمتري الكبير هو أوّل من اكتشف وجود الغلايكولالدهيد في الغبار الكونيّ. يتكون مصفوف مرصد أتاكاما المليمتري الكبير من 66 هوائيًا تمكّنه من اكتشاف موجات الإشعاع الراديوي المنبعثة من الغبار الكوني.
وفي 23 أكتوبر 2015، أعلن باحثون في مرصد باريس عن اكتشاف وجود الغلايكولألدهيد والكحول الإيثيلي في مادة مذنب لوفجوي، وهي أوّل مرّة يتمّ فيها اكتشاف وجود هذه المواد في مذنب.